# Polsko na Letních olympijských hrách 2016
Polsko na Letních olympijských hrách 2016.

## Medailisté
| Medaile | Jméno                                                               | Sport           | Disciplína                     |
| ------- | ------------------------------------------------------------------- | --------------- | ------------------------------ |
| Zlato   | Magdalena Fularczyková Natalia Madajová                             | Veslování       | Ženy dvojskif                  |
| Zlato   | Anita Włodarczyková                                                 | Atletika        | Ženy hod kladivem              |
| Stříbro | Piotr Małachowski                                                   | Atletika        | Muži hod diskem                |
| Stříbro | Marta Walczykiewiczová                                              | Kanoistika      | Ženy K-1 200 metrů             |
| Stříbro | Maja Włoszczowska                                                   | Cycling         | Ženy cross-country             |
| Bronz   | Rafał Majka                                                         | Cycling         | Muži závod s hromadným startem |
| Bronz   | Monika Ciaciuch Agnieszka Kobus Joanna Leszczyńska Maria Springwald | Veslování       | Ženy párová čtyřka             |
| Bronz   | Beata Mikołajczyk Karolina Naja                                     | Kanoistika      | Ženy K-2 500 metrů             |
| Bronz   | Monika Michaliková                                                  | Zápas           | Ženy volný styl 63 kg          |
| Bronz   | Oktawia Nowacka                                                     | Moderní pětiboj | Ženy jednotlivci               |
| Bronz   | Wojciech Nowicki                                                    | Atletika        | Muži hod kladivem              |